# Lodewijk I van Erbach
Lodewijk I van Erbach (Erbach, 3 september 1579 – aldaar, 12 april 1643) was graaf van Erbach. Hij was de tweede zoon van graaf George III van Erbach en diens tweede vrouw Anna van Solms-Laubach.
Na de dood van hun vader in 1605 deelden Lodewijk en zijn broers het graafschap, waarbij hij Erbach en Freienstein verkreeg. Na het overlijden van zijn oudste broer Frederik Magnus zonder overlevende mannelijke nakomelingen in 1618 verdeelden de overige broers zijn bezittingen, waarbij Lodewijk Michelstadt en König ontving. Na de dood van zijn jongere broer Johan Casimir in 1627 erfde hij Wildenstein en Kleinheubach.
Na Lodewijks dood werden alle Erbachse erflanden weer verenigd onder zijn jongste broer George Albert.

## Huwelijken en kinderen
Lodewijk I was tweemaal gehuwd. Voor het eerst trouwde hij op 2 maart 1606 te Erbach met Juliana van Waldeck-Wildungen (11 april 1587 – 15 februari 1622), dochter van graaf Josias I van Waldeck-Eisenberg. Uit dit huwelijk werden vier kinderen geboren, waarvan er geen hun vader overleefde:
- George Frederik (Erbach, 10 juni 1607 – Neurenberg, 7 september 1632)
- Godfried (Erbach, 8 september 1611 – Breuberg, 15 juli 1635)
- Anna Juliana (Erbach, 20 september 1614 – 1637); ∞ Johan Filips van Kyrburg-Mörchingen († 10 februari 1638)
- Frederik Magnus (Erbach, 11 september 1616 – 14 oktober 1625)

Op 29 mei 1624 huwde hij Johannette van Sayn-Wittgenstein (24 juli 1604 – 13 juni 1666), dochter van graaf Willem II van Sayn-Wittgenstein. Dit huwelijk bleef kinderloos.